# Route des aurores boréales
La route des aurores boréales (en finnois : Revontultentie, en suédois : Norrskensvägen, en norvégien : Nordlysvegen, en same du Nord : Guovssahastitgeaidnu) est une route touristique longue de 620 km en Finlande, Suède et Norvège,.

## Présentation
La route touristique va de Tornio à Tromsø.
La route part de Tornio et suit les rivières Tornionjoki, Muonionjoki et Könkämäeno, c'est-à-dire le même itinéraire que la route nationale 21 entre Tornio et Kilpisjärvi à la frontière entre la Finlande et la Suède, ensuite elle suit la route européenne 8 jusqu'à Tromsø.
L'autre branche sud de la route suit un itinéraire similaire de l'autre côté de la rivière Tornionjoki en Suède où elle porte le nom de Norrskensvägen.
Son itinéraire longe la Riksväg 99 de Haparanda à Kaaresuvanto, en Suède, puis continue du côté finlandais.
Elle traverse des paysages montagneux de la Finlande, de la Suède et de la Norvège où l'on peut observer des aurores boréales. 
L'itinéraire a reçu le statut d'itinéraire touristique officiel en Finlande en 2002.
La route traverse le cercle polaire du côté finlandais au village Juoksenki (fi) de Pello et du côté suédois au village Juoksengi d'Övertorneå.
La route des aurores boréales est reliée, entre autres, à la route côtière d'Ostrobotnie, à la route du goudron, à la route bleue.

## Parcours du sud au nord
| Finlande                   |
| -------------------------- |
| Tornio                     |
| Ylitornio                  |
| Pello                      |
| Kolari                     |
| Muonio                     |
| Enontekiö, Kaaresuvanto    |
| Enontekiö, Kilpisjärvi     |
| Frontière Finlande-Norvège |

| Suède                    |
| ------------------------ |
| Haparanda                |
| Övertorneå, Övertorneå   |
| Pajala, Pajala           |
| Kiruna, Karesuando       |
| Frontière Finlande-Suède |

| Norvège                    |
| -------------------------- |
| Frontière Finlande-Norvège |
| Skibotn                    |
| Nordkjosbotn               |
| Tromsø                     |